# La Chapelle-en-Vexin
La Chapelle-en-Vexin är en kommun i departementet Val-d'Oise i regionen Île-de-France i norra Frankrike. Kommunen ligger i kantonen Magny-en-Vexin som tillhör arrondissementet Pontoise. År 2022 hade La Chapelle-en-Vexin 316 invånare.

## Befolkningsutveckling
Antalet invånare i kommunen La Chapelle-en-Vexin
| Referens: INSEE |